# Critters 3
Critters 3 (v anglickém originále Critters 3) je americký komediálně-hororový film z roku 1991. Režisérkou filmu je Kristine Peterson. Hlavní role ve filmu ztvárnili Aimee Brooks, Leonardo DiCaprio, Don Keith Opper, John Calvin a Nina Axelrod.

## Obsazení
| Aimee Brooks                     | Annie             |
| Leonardo DiCaprio                | Josh              |
| Don Keith Opper                  | Charlie MacFadden |
| John Calvin                      | Clifford          |
| Nina Axelrod                     | Betty Briggs      |
| William Dennis Hunt              | Briggs            |
| Geoffrey Blake                   | Frank             |
| Christian Cousins/Joseph Cousins | Johnny            |